# Leatherface (film)
Leatherface – amerykański horror z 2017 roku w reżyserii Alexandre’a Bustillo i Juliena Maury’ego. Ósma część serii Teksańska masakra piłą mechaniczną i prequel oryginalnego filmu z 1974 roku. Akcja filmu, w którym występują Vanessa Grasse, Sam Strike, Lili Taylor i Stephen Dorff, rozgrywa się w dzieciństwie i młodości Leatherface’a.

## Fabuła
W Teksasie 1955 roku 8-letni Jed Sawyer jest zmuszony zabić złodzieja świń podczas swoich urodzin, ale odmawia, więc jego dziadek wyręcza wykańczając złodzieja pobijakiem w głowę. Kilka dni później na autostradzie licealiści Betty Hartman i Ted Hardesty przez nieostrożność prawie przejeżdżają Jeda przebranego za świnię. Betty wysiada z vana, gdy Jed wzywa ją o pomoc. Gdy młoda kobieta podąża za nim do starej, zrujnowanej stodoły, gdzie mordują ją Drayton i Nubbins, starsi bracia Jeda. Kilka minut później policja aresztuje Draytona, który zostaje zabrany do więzienia, a Jed trafia do szpitala psychiatrycznego Gorman House.
Dziesięć lat później w Gorman House, gdzie więźniom zmienia się imiona, aby uniknąć niebezpiecznych rodzin, pielęgniarka Lizzy White nawiązuje więź z 18-letnim chłopakiem o imieniu Jackson. Później matka Jeda, Verna mająca już nazwisko Carson pojawia się w placówce z nakazem zezwolenia na widzenie z Jedem, ale zostaje wyproszona przez dyrektora placówki, doktora Langa. Wychodząc, Verna narusza zasady bezpieczeństwa, wywołując zamieszki, w wyniku których ginie wiele pielęgniarek i pacjentów. Lizzy zostaje uratowana przez Jacksona, który wyprowadza ją na zewnątrz, gdzie zostają wzięci jako zakładnicy przez szalonych uciekinierów Ike'a i Clarice, którzy potem biorą bipolarnego pacjenta imieniem Bud. Następnego dnia strażnik Hartman dowiaduje się, że wśród uciekinierów był Jed i chce go ścigać za śmierć jego córki z rąk Sawyerów.
Uciekinierzy z zakładnikami planują ucieczkę do Meksyku. Wchodzą na lunch do restauracji. Tam Ike i Clarice zaczynają masakrować część klientów karabinem, resztę okradać, a Ike morduje także kelnerkę Tammy. Młodzi ludzie uciekają z restauracji i kradną samochód. Grupa zatrzymuje się, gdy w środku lasu w samochodzie kończy się benzyna. Znajdują opuszczony samochód kempingowy, w którym planują się ukryć, a Ike i Clarice zaczynają uprawiać seks ze zwłokami samobójcy znajdującymi się w środku. W nocy, gdy wszyscy śpią, Lizzy wykorzystuje moment do ucieczki, nie zdając sobie sprawy, że Ike ją śledzi i próbuje ją zgwałcić. Interweniuje Jackson i bije go, aż przychodzą Clarice i Bud. Gdy Bud zostaje zwyzywany przez Ike'a, zabija go w brutalny sposób.
Następnego dnia Clarice wychodzi szukać Ike'a. Jackson i Lizzy szukają Buda, aby uciec i znajdują go śpiącego ze zwłokami Ike'a. Clarice zostaje złapana przez Hartmana i innych funkcjonariuszy. Po brutalnym zatrzymaniu Clarice kpi ze śmierci Betty, co powoduje, że Hartman wpada we wściekłość i zabija ją z pistoletu. Pozostali uciekają przed policją i ukrywają się w ciele martwej i rozkładającej się krowy. Po jakimś czasie idą przez łąkę i gdy docierają do drogi, pojawia się radiowóz, z którego wychodzi policjant i strzela Budowi w głowę. Wściekły Jackson również zabija policjanta i wchodzi do radiowozu z Lizzy, nie zdając sobie sprawy, że Hartman ich śledzi. Strzela Jacksonowi w policzki, a następnie strzela do Lizzy, raniąc ją i powodując uderzenie radiowozu w płot i przewrócenie się.
W nocy Lizzy budzi się i zostaje porwana przez Hartmana, który przetrzymuje ją jako zakładnika w starej stodole. Okazuje się, że Jedem jest Jackson i Hartman próbuje go zabić w rewanżu za śmierć córki, kiedy Verna przybywa z piłą łańcuchową. Drayton rani Hartmana i zabiera jego i Lizzy do domu Sawyerów. Verna zaszywa twarz poranionego Jeda i zakłada mu kaganiec, Lizzy udaje się rozwiązać, aby uciec, ale Hartman prosi ją o pomoc. Idą w stronę jadalni, gdzie wszędzie są czaszki ofiar Sawyerów. Kiedy mają już wyjść z domu, zostają złapani przez Draytona i Nubbinsa. Hartmana kładzie się na kanapie, pojawia się Jed i zabija go piłą łańcuchową, odcinając mu tułów.
Lizzy uderza Nubbinsa i wychodzi z domu tylnymi drzwiami, aby uciec. Sawyerowie podążają za nią przez las, aż Lizzy wpada w pułapkę na niedźwiedzie. Lizzy próbuje się odwołać do współczucia Jeda, którego Verna zachęca do zabicia, celem ochrony rodziny. Jed podejmuje decyzję o zabiciu Lizzy, odcinając jej głowę piłą łańcuchową, zyskując gratulacje od matki. Następnego dnia Verna pali ubrania Hartmana i Lizzy, Drayton i Nubbins dają świniom mięso, a Jackson robi maskę uszytą z twarzy Hartmana i Lizzy i szminkuje usta, jednak gdy przegląda się w lustrze, z gniewem tłucze je nożycami.

## Obsada
- Vanessa Grasse – Elizabeth „Lizzy” White
- Sam Strike – Jedidiah „Jed” Sawyer / Jackson
  - Boris Kabakcziew – mały Jedidiah
- Stephen Dorff – sierżant Hal Hartman
- Lili Taylor – Verna Carson z d. Sawyer
- Sam Coleman – Bud
- Jessica Madsen – Clarice
- James Bloor – Ike
- Finn Jones – zastępca strażnika Sorrells
- Dimo Aleksiew – Drayton Sawyer
- Dejan Angełow – Nubbins Sawyer
  - Christo Milew – młody Nubbins
- Chris Adamson – dr Lang
- Eduard Parsehyan – Dziadek Sawyer
- Nathan Cooper – Barry Farnsworth
- Nicole Andrews – Tammy
- Łorina Kamburowa – Betty Hartman
- Julian Kostow – Ted Hardesty
- Welizar Peew – złodziej świń

## Produkcja

### Scenariusz
13 stycznia 2013 roku, w związku z umiarkowanym sukcesem Piły mechanicznej 3D, producenci Millennium Films zdecydowali się na jej prequel, któremu nadali tytuł Texas Chainsaw 4 i zaplanowali rozpoczęcie zdjęć w tym samym roku w stanie Luizjana. Mimo powstania kilku filmów w ramach serii, w tym różne remake'i i prequele, gdyby film miał nosić nazwę Texas Chainsaw 4, wielu uznałoby go za kontynuację, ówczesny przewodniczący Millennium Films , Avi Lerner, powiedział, że projekt złożyli mu Christa Campbell i Lati Grobman, w związku z czym zmienił fabułę i przede wszystkim tytuł, by uniknąć brania przez widzów film za kontynuację trzeciej odsłony serii Teksańska masakra piłą mechaniczną III (1990), przy współpracy Lionsgate, zgadzając się na dokończenie i ponowną dystrybucję projektu. W dniu 13 sierpnia 2014 roku Seth M. Sherwood został zatrudniony do napisania filmu zatytułowanego Leatherface. 31 października tego samego roku do reżyserii filmu zatrudniono Juliena Maury'ego i Alexandre'a Bustillo.

### Casting
9 marca 2015 roku Sam Strike otrzymał angaż do tytułowej roli. Dwa dni później ogłoszono, iż James Bloor był w końcowych negocjacjach do udziału w filmie. 31 marca tego samego roku Stephen Dorff został obsadzony w roli komisarza Hala Hartmana. 27 kwietnia tego samego roku Jessica Madsen dołączyła do obsady, zaś 5 maja Lili Taylor zastąpiła Angelę Bettis, która z powodu problemów z produkcją opuściła projekt. Dzień później, Vanessie Grasse udało się uzyskać główną rolę młodej pielęgniarki Lizzy.

### Zdjęcia
Zdjęcia rozpoczęły się 18 maja 2015 roku w Bułgarii, a premiera zaplanowana została na 2016 rok. Był to pierwszy film z serii  nakręcony poza granicami kraju, gdy poprzednie kręcono w Teksasie, a jeden w Kalifornii.
Sherwood wpisał do scenariusza niektóre lokalizacje filmu jako hołd dla Teksańskiej masakry piłą mechaniczną III; w którym wyjaśnia: „Trzeci film zapoczątkował pomysł zdystansowania się od dwóch pierwszych oryginalnych filmów, które eksplodowały dziesięciokrotnie. Zawsze myślę o lokalizacjach filmów i szukam miejsc podobnych do pozostałych i więc dodaj to do nich, aby uczynić go bardziej interesującym, a także wyraźnym przykładem farmy Sawyerów.  Nowa farma, którą dodano jako część sagi, początkowo miała być używana oszczędnie, dopóki Sherwood nie omówił tej kwestii z reżyserami Maurym i Bustillo. Sherwood stwierdził: „Opracowywanie scenariusza z reżyserami było właściwie bardzo łatwe, od początku wiedzieliśmy, co chcemy zrobić i udało im się to. Nie miałem tak jasnego wyobrażenia o farmie i gdybyśmy zamierzaliśmy skrzyżować pomysły, korzystając z domu na polu, cóż, zdecydowaliśmy się z niego skorzystać i byliśmy z nim całkowicie bezpieczni.

### Chronologia
Będąc prequelem do pierwszego filmu, Leatherface został napisany przez Setha M. Sherwooda, aby dodać ją jako część serii, jak również dowolnego filmu w niej zawartego, chociaż z jednym wyraźnym wyjątkiem; który został całkowicie celowo zdystansowany od remake'u Teksańskiej masakry piłą mechaniczną (2003) i jego prequela Teksańska masakra piłą mechaniczną: Początek (2006). Szanując fikcyjne wydarzenia z oryginalnego filmu i jego różnych sequeli, charakterystyka Leatherface'a opiera się na aspektach Gunnara Hansena z oryginalnego filmu, a także imiona Drayton, Nubbins i ich nazwisko Sawyer zostały pierwotnie zaczerpnięte z Teksańskiej masakry piłą mechaniczną 2 (1986). Film ten posłużył głównej koncepcji stworzenia komisarza Hartmana i Clarcie, inspirowanych odpowiednio porucznikiem Enrightem i Chop Topem Sawyerem, komisarz Hal Hartman jest ojcem Burta Hartmana, głównego bohatera i antagonisty, który pojawił się w Texas Chainsaw 3D, co dało początek postaci Vernie Carson, którą grała Marilyn Burns i która w tym filmie została przemianowana na Verna Sawyer. Postać pielęgniarki Lizzy, grana przez Vanessę Grasse, nie składa nikomu hołdu, jednak Sherwood wyjaśnia, że ma drobne podobieństwa z postacią Chrissie, głównej bohaterki filmu Teksańska masakra piłą mechaniczną: Początek, którą grała Jordana Brewster, stając się jedynym odniesieniem do tego, choć nie tak wyjaśnionym.

## Wydanie
Pierwotnie premiera filmu była planowana na 2016 rok, ale z nieznanych powodów został przełożony przez Lionsgate Films. Sherwood spekulował, że studio interweniowało w związku z innym filmem, który również miał zostać wydany tego dnia, ale przyznał również, że nie ma jasnego, konkretnego wyjaśnienia opóźnienia.
12 maja 2017 roku producentka Christa Campbell ogłosiła datę premiery na październik tego samego roku. Film miał przedpremierę 25 sierpnia 2017 roku na festiwalu FrightFest 2017, po czym nastąpiła ekskluzywna premiera w platformie cyfrowej DirecTV 21 września tego samego roku i kolejna szeroka dystrybucja za pośrednictwem usługi wideo na życzenie pod warunkiem, że ostateczna premiera odbędzie się 20 października. Został także wybrany jako część programu Festiwalu Horrorów Screamfest, który trwał od 10 do 19 października tego samego roku w Grauman’s Chinese Theatre.